# Chonelasma choanoides
Chonelasma choanoides är en svampdjursart som beskrevs av Schulze och James Barrie Kirkpatrick 1910. Chonelasma choanoides ingår i släktet Chonelasma och familjen Euretidae. Inga underarter finns listade i Catalogue of Life.